# Міністр армії США
Міністр армії США (англ. United States Secretary of the Army) — цивільна посада в Міністерстві оборони США. Несе відповідальність за всі питання, що стосуються армії США: людські ресурси, персонал, справи резерву, будівель та споруд, охорони довкілля, систем озброєння і устаткування й питання його придбання, комунікацій та фінансового управління. Висувається президентом США і затверджується Сенатом США. Не входить до кабінету міністрів і підпорядковується тільки міністру оборони.

## Історія
Посада була створена 18 вересня 1947 р., коли Військове міністерство переформували в Міністерство Армії і були створені нові посади та служби в збройних силах США.
Секретар армія несе відповідальність за консультування міністра оборони і виконавчої влади федерального уряду з питань можливостей і потреб армії для виконання своїх місій. Він представляє і обґрунтовує політику армії, її плани, програми і бюджет міністру оборони, виконавчій владі і Конгресу США, а також повідомляє про це громадськість. За мірою необхідності, секретар проводить наради з старшим керівництвом армії для обговорення питань і забезпечення напрямку або звертається до них за порадою. Ще один обов'язок секретаря — управління цивільним персоналом своєї канцелярії.
Кеннет Клайборн Роял, у минулому міністр у справах війни, став першим секретарем армії, після того, як прийняли «Закон про національну оборону» 1947 року, і обов'язки міністра в справах війни були покладені на міністра оборони.
З 25 лютого 2025 обов'язки міністра армії виконує Деніел Дрісколл.

## Організація
У канцелярію секретаря армії входять:
- заступник секретаря армії;
- помічник секретаря армії;
- помічник секретаря армії з адміністративних питань;
- генеральний юрисконсульт Департаменту Армії;
- генеральний інспектор армії;
- начальник урядового зв'язку;
- комітет з резерву і політики Армії.

Можуть бути встановлені інші відділення та посади законом або самим секретарем. Але всього в канцелярії може бути не більше 1865 співробітників армії, так як це встановлено Міністерством оборони.